# Онесимо Редондо
Онесимо Редондо Ортега (на испански: Onésimo Redondo Ortega) е испански фалангистки политик.
Заедно с Рамиро Ледесма Рамос и Хосе Антонио Примо де Ривера е сред ключовите фигури на франкистката пропаганда.

## Биография
Редондо е роден във Валядолид в семейство на земевладелци. Баща му е Буенавентура Редондо Иглесиас, а майка му Хуана Ортега Пико. Учи юриспруденция в университета в Саламанка и впоследствие преподава испански език в университета в Манхайм (1927 – 1928), където се запознава с нацизма. (Историкът Пол Престън пише, че антисемитизмът на Редондо произлиза повече от Кастилия от петнадесети век, отколкото от нацистките модели, въпреки че той наистина превежда Mein Kampf на Хитлер на испански.) Работи във Валядолид за кастилския съюз на комбайните за захарно цвекло. Той е силно повлиян от Енрике Ерера. Енрике Ерера вярва, че комунизмът, масонството и юдаизмът работят за унищожаването на религията и отечеството и насърчава Редондо да прочете яростния антиеврейски трактат от Леон дьо Понсен, „Las fuerzas secretas de la Revolucion“.
Когато Втората република е провъзгласена през 1931 г., а след изборите през юни 1931 г. мнозинството е на републиканско-социалистическата коалиция, той отхвърля демокрацията. На 13 юни във Валядолид издава антирепубликанския вестник „Libertad“, където пише яростно срещу марксизма, евреите и буржоазния капитализъм и се възхищава на европейския фашизъм. Основава фашистка партия, Juntas Castellanas de Actuación Hispánica през август 1931 г. и през ноември тя се слива с La Conquista del Estado на Рамиро Ледесма Рамос, за да формира Juntas de Ofensiva Nacional Sindicalista (JONS). Те отказват да участват в избори, защото вярват в прякото действие. Тя е антидемократична и империалистическа и се стреми към „унищожаването на марксистките партии“. Редондо и JHAC се стремят към насилствена конфронтация и новобранците се въоръжават за улични битки с предимно социалистическата работническа класа на Валядолид, град, известен преди това със спокойствието.
В реториката на Редондо маврите, евреите и левицата са едно.
През 1932 г. той сътрудничи на осуетения държавен преврат на генерал Хосе Санхурхо и трябва да избяга в Португалия. Завръща се във Валядолид през април 1933 г. На 24 март 1934 г. JONS и Испанската фаланга се сливат. Редондо е арестуван на 19 март 1936 г. и е прехвърлен в затвора в Авила през юни. Освободен е от националистите след началото на Гражданската война. Той организира милициите на фалангата във Валядолид и командва така наречените „зорни патрули“, които са отговорни за убийството на стотици заподозрени либерали и левичари във Валядолид. След това заминава за планините Гуадарама, където загива в битка в Лабахос, Сеговия на 24 юли. Франкистката пропаганда го възхвалява настойчиво като военен герой.

## Памет
Неговата вдовица, Мерседес Санс-Бачилер, основа Auxilio de Invierno (Зимна помощ), която е агенцията за социални грижи на фалангата, по-нататък напълно интегрирана във франкистката държавна организация.
Работническият университет в Кордоба е създаден през 1956 г. като носи името му Universidad Laboral "Onésimo Redondo" de Córdoba.
Паметник на Редондо е издигнат на върха на Cerro San Cristóbal, в южния край на община Валядолид. Паметникът на Онисимо Редондо е открит през 1961 г. и е разрушен в съответствие със Закона за историческата памет през февруари 2016 г.